# 1872年11月30日日食
1872年11月30日日食为一次在协调世界时1872年11月30日出現的全環食。該次日食食分為1.0099，食甚維持0分47秒。

## 概述
這次日食的食分是1.0099，全環食維持0分47秒。

## 基本參數
- 類型：全環食
- 食甚資料：
  - 日期：1872年11月30日
  - 時間：18時29分33秒
  - 地點：51S 112W
  - 食分：1.0099
  - 日全環食持續時間：0分47秒

## 外部連結
- NASA日食專頁（页面存档备份，存于）（英文）